# Gaspereau (fiume)
Il fiume Gaspereau è un corso d'acqua della Nuova Scozia, in Canada. È lungo 24 km e scorre interamente nella Contea di Kings.

## Descrizione
Ha una lunghezza di circa 24 km dalla sua sorgente nel lago Gaspereau a sud di Kentville fino alla foce a Hortonville nel bacino di Minas, nella Baia di Fundy. La parte inferiore del fiume è sottoposta a marea per 6,5 km fino a Melanson e vi sono estese paludi soggette a marea nel corso inferiore. I 16 km superiori corrono rapidamente su letti di ghiaia e massi, ad eccezione di diversi tratti di sbarramento che formano canali stretti e profondi. Lo sbarramento per la generazione di energia idroelettrica ha portato a collegare dodici grandi laghi al fiume in un bacino di 1.375 chilometri quadrati. Un importante affluente è il Black River che si unisce al Gaspeareau a White Rock.